# Farah Ben Rejeb
Farah Ben Rejeb (arabe : فرح بن رجب), née le 3 avril 1976 à Tunis, est une animatrice de télévision tunisienne.
Elle a animé des programmes sur plusieurs chaînes du monde arabe telles que Dubai TV et Abu Dhabi TV.

## Émissions
- 1994-1996 : Studio 21 (Canal 21)
- 1996-2003 : Waraa Athwé (ART Music)
- 1998 : Studio Art 5 (ART Music)
- 1999-2002 : Week-end (ART Music)
- 2002 : Khemet Romdhan (ART Music)
- 2005 : Al Wadi (LBC)
- 2005 : Sawalefna Helwa (Dubai TV)
- 2007 : Wahdek Dhed 100 (Tunis 7)
- 2007-2013 : Taratata (Dubai TV)[1]
- 2008-2009 : The Manager (Rotana Mousica (en))
- 2009 : Star W Nos (Abu Dhabi TV)
- 2012 : Al Mawaad (DMTV (en))

## Vie privée
Elle se marie avec Noureddine Kaffel en octobre 2017.